# Kurt Gorgs
Kurt Gorgs (* 19. Februar 1939) ist ein ehemaliger deutscher Fußballspieler. 

## Karriere
Der Abwehrspieler Gorgs wechselte 1959 vom TuS 08 Langerwehe zu Rot-Weiss Essen. Nach drei Jahren wurde er 1962 in die Oberligamannschaft des Meidericher SV aufgenommen. Die Oberliga West stellte damals die höchste Spielklasse im noch nicht landesweit ausgetragenen Ligensystem dar. Sein Debüt gab er am 23. September 1962, als er bei einem 1:0-Auswärtssieg gegen den Duisburger Stadtrivalen Hamborn 07 auf dem Platz stand. Eine Woche darauf erhielt er erneut das Vertrauen seines Trainers Willi Multhaup und erzielte beim 3:1-Heimsieg gegen Borussia Mönchengladbach zwei Tore. In den nachfolgenden beiden Partien war er wieder gesetzt, spielte dann aber für einen längeren Zeitraum keine Rolle mehr. Am Saisonende 1962/63 erreichten seine Teamkollegen die Qualifikation zur im August 1963 beginnenden Erstaustragung der Bundesliga als einheitliche erste Liga der Bundesrepublik Deutschland, und Gorgs gehörte dem Kader für die erste Bundesligaspielzeit an.
Meiderich mit seinem Trainer Rudi Gutendorf startete als Abstiegskandidat in die Spielzeit 1963/64, konnte jedoch überraschen und belegte zum Saisonende hin den zweiten Tabellenrang hinter dem 1. FC Köln. Daran hatte Gorgs – zurückgeworfen durch eine Operation am Meniskus – keinen Anteil, bis er am 18. April 1964, dem 28. und damit drittletzten Spieltag, doch noch das Vertrauen Gutendorfs erhielt und bei einer Begegnung gegen den 1. FC Nürnberg im Alter von 25 Jahren in der Bundesliga debütierte. Er verteidigte an der Seite von Manfred Müller sowie Dieter Danzberg in einer Dreierkette und behielt bei dem 0:0-Unentschieden eine weiße Weste. In den letzten beiden Partien konnte die Mannschaft ohne sein Mitwirken den zweiten Tabellenplatz behaupten und den MSV so zum Vizemeister machen. 
Im Sommer 1964 verließ Gorgs die Meidericher nach einem Bundesligaspiel und vier Oberligabegegnungen, um zu den in der zweitklassigen Regionalliga antretenden Sportfreunden Saarbrücken zu wechseln. Er avancierte zum Stammspieler, musste aber schon ein Jahr darauf den Rückzug seines Vereins aus finanziellen Gründen hinnehmen. Später ließ er sich in der Nähe von Düren nieder und war als Trainer beim Amateurklub FC Viktoria Schlich 1911 tätig.